# Bibliothèque idéale
 (juin 2021).
La bibliothèque idéale est une liste de documents publiés ayant vocation à représenter l’ensemble d’une discipline, voire l’ensemble de la connaissance.
Que ces recommandations soient publiées sous forme de liste ou d’anthologie, la sélection organise et met en lumière des œuvres représentatives d’un sujet donné. Le but de condenser une grande quantité de savoir dans une seule liste de lecture est de guider un lecteur voulant se familiariser avec un sujet, pour en avoir un regard le plus représentatif possible en un nombre réduit de documents. La bibliothèque idéale n’est donc pas exhaustive, il serait impossible de lire tous les documents sur un même sujet.  Elle tente alors de mettre en lumière des œuvres phares pour réduire la masse d’œuvres et de connaissances.  Ces documents forment le corpus indispensable que toute personne respectable devrait avoir lu. Les bibliothèques idéales sont subjectives: elles sont organisées par des auteurs qui rassemblent ce qu’ils jugent représentatif d’un sujet.

Des bibliothèques idéales, réelles ou non, apparaissent dans des œuvres de fiction. Ici, le terme «bibliothèque» désigne une collection plutôt que l’institution ou le bâtiment, collection qui tend vers l’absolu de l’universel. Dans une nouvelle de Kurd Lasswitz, publiée en 1904, l’auteur imagine une collection contenant toutes les œuvres possibles de l’humanité. Si les bibliothèques idéales ne tentent pas de rassembler tous les documents d’un même sujet, elles tentent tout de même d’en rassembler le meilleur pour donner un regard universel. Certaines bibliothèques idéales, comme celle d’Herman Hesse, sont même intitulées bibliothèques universelles.
Le poète et nouvelliste argentin Jorge Luis Borges développe ce thème dans ses deux nouvelles intitulées «La bibliothèque totale» et «La bibliothèque de Babel», inspirées de la nouvelle de Lasswitz.  Il explore le concept mathématique et infernal d’une bibliothèque qui renferme des livres qui possèdent chacun 410 pages, 40 lignes par page, elles-mêmes formées de 80 caractères chacune. Certaines bibliothèques imaginaires, qualifiées de Biblia abiblia par Max Beerbohm, renferment des ouvrages n’ayant jamais existé. Ces bibliothèques imaginaires sont plutôt des théories littéraires ou des métaphores, des exercices de forme sur l’imaginaire de la bibliothèque que des listes de lectures recommandées.  
Les propositions de « bibliothèques idéales » généralistes qui ont été publiées sont le plus souvent concentrées sur la division 800 (littérature) de la Classification décimale de Dewey, omettant ou négligeant les autres domaines de la connaissance.

## Méthodologie
«Un livre (un article) prend sens par rapport à la catégorie dans laquelle il est rangé, quel ordre adopter ?» 
Comme le choix est subjectif, la méthodologie l’est tout autant, puisqu’une bibliothèque idéale est «sans doute celle que chacun porte dans son coeur, celle dans laquelle chacun trouve son plaisir.» Il pourrait y avoir autant de combinaisons que de lecteurs. Il n’y a pas de marche à suivre, chaque auteur d’une bibliothèque idéale peut créer sa propre méthodologie pour établir une anthologie. Certains classent les documents par thématiques, les présentent, mettre les œuvres en contexte, justifient leurs choix. On peut penser à La bibliothèque idéale sous la direction de Pierre Boncenne, qui présente tous ces aspects.  D’autres, comme certaines listes trouvables sur le Web, n’ont aucune justification ni présentation. Certains préfèrent une constitution par ordre chronologique.

## Historique

### Avant 1945
Le genre de la liste d'ouvrages constituant une « bibliothèque idéale » est initié en 1928 par Émile Henriot, avec L'Art de former une bibliothèque. Le maurrassien René Groos propose en 1934 et 1940 pour le journal Toute l'édition trois bibliothèques idéales, listes marquées par le canon littéraire de l'époque, fortement inspiré par les auteurs gréco-latins, mais donnant déjà à voir la vitalité du secteur de la traduction d'œuvres étrangères contemporaines. Le genre de la liste est ensuite appelé à un certain succès.

### Après 1945
Des tentatives de constitution de bibliothèque idéale ont été faites en langue française pour des publics ou des domaines spécialisés :
La Bibliothèque idéale des jeunes de Franz Weyergans, publiée en 1960, et rééditée ensuite avec le sous-titre explicatif : " la fiction, les sciences humaines, la vie vécue".
Une Bibliothèque idéale. Que lire de 0 à 16 ans ? est un ouvrage collectif réalisé par Anne-Laure Blanc, Valérie D'Aubigny, Hélène Fruchard, publiée chez Critérion en 2018. L'ouvrage se veut être un guide à l'usage des familles, des écoles et des bibliothèques. Pour faciliter le repérage des livres suggérés, un classement par thème, par âge et par genre est proposé. Le but étant d'offrir quelques conseils à tous ceux qui ont à cœur de cultiver le désir des enfants à s'adonner à la lecture. « La sélection d'ouvrages présentée dans ce guide, tout imparfaite et incomplète qu'elle soit, répond à la question suivante : Quels livres méritent-ils d'être lus par de jeunes lecteurs ? Des livres à la fois vrais, simples et beaux. » 
Les 100 principaux titres de la science-fiction est une liste établie par la libraire Annick Béguin qui était à l'origine du Prix Cosmos 2000, publiée en 1981, et recensant, selon l'auteur, des romans ou recueils de nouvelles « incontournables » du genre.
Les grands romans du monde entier, Dominique Szenes, édité en 1992.
Sciences humaines (revue) a proposé en 2003 une Bibliothèque idéale des sciences humaines.
Le magazine Lire publie chaque année depuis 1997 les "Meilleurs livres de l'année du magazine Lire".
La Bibliothèque dirigée par Jean d'Ormesson est une bibliothèque numérique présentée comme étant la bibliothèque idéale de la littérature française.
Les 100 meilleurs livres de tous les temps est une liste compilée et organisée en 2002 par le Cercle norvégien du livre à partir des propositions de 100 écrivains issus de 54 pays différents, essayant de représenter la littérature mondiale.
Le quotidien Le Figaro a proposé en 2011 une liste de 30 albums sous le titre BD : la bibliothèque idéale.
La bibliothèque idéale de psychologie, sous la direction de Jean-François Marmion, est un élément de la collection La Petite Bibliothèque de Sciences Humaines, créée par Véronique Bedin. Ce recueil présente une sélection de classiques qui résument et tissent un aperçu de la psychologie académique. Elle est présentée en ordre alphabétique d’auteur.
La Bibliothèque de l’essai, dirigée par Guillaume Asselin, affirme sur la quatrième de couverture: «Comme il est d’usage chez les littéraires de lorgner subtilement la bibliothèque de toute nouvelle fréquentation pour savoir à qui nous avons affaire, nous croyons qu’ouvrir les portes de la nôtre en dira long sur nous et sur les médiations offertes par l’essai.» 
«Histoire globale: une bibliothèque idéale» forme une des annexes du livre Histoire globale, un autre regard sur le monde, sous la direction de Laurent Testot. Agissant à titre de bibliographie, elle ne prétend pas l’exhaustivité, mais s’appuie sur les critères d’accessibilité et de pertinence pour lectorat francophone.

#### Bibliothèques idéales en français à vocation générale
Des bibliothèques idéales ayant pour projet une vocation générale ont été publiées en langue française.
- Pour une bibliothèque idéale est un livre du romancier Raymond Queneau publié en 1956, dans lequel sont référencés les 100 livres favoris de nombreux écrivains.
- La bibliothèque idéale, proposée par une équipe placée sous la conduite de Philippe Rivière, dont la sixième édition et dernière connue date de 1974.
- La Bibliothèque idéale est un ouvrage réalisé sous la direction de Pierre Boncenne, avec la collaboration d'Alain Jaubert, Hugues de Kerret, préfacé par Bernard Pivot, et publié chez Albin Michel en 1988. L'ouvrage présente les cinquante « meilleures » œuvres de la littérature de la plupart des régions du monde. Un classement est également donné par thèmes, de la cuisine à la littérature amoureuse.
- Les 201 livres qu'il faut avoir lu pour ne pas mourir idiot, Marc Lemonier, édité en 2009. L'ouvrage annonce son ambition sur sa couverture : "les œuvres indispensables dans une bibliothèque idéale".
- 50 livres : les classiques de Dom Gérard : pour une vraie culture de l'esprit, Dom Gerard, ouvrage publié à titre posthume en 2010 et présenté selon son éditeur comme une " vraie culture de l'esprit, permettant l'ouverture au beau, au bien et au vrai", constituant une "petite bibliothèque profane de l'homme cultivé".
- 90 livres cultes à l'usage des personnes pressées, écrit à l'origine par le suédois Henrik Lange (sv), traduit en 2011 vers le français et publié sous forme de planches de bandes dessinées humoristiques résumant les livres.
- La radio RTL a regroupé les conseils de 150 libraires de France, de Belgique et de Suisse sous la direction de Bernard Lehut pour publier en 2013 La bibliothèque idéale RTL, composée de 600 ouvrages en langue française. Les principales publications retenues sont des romans, des essais, des bandes dessinées, des biographies, ainsi que de la littérature jeunesse[16].

#### Bibliothèques idéales dans d'autres langues
Le projet de bibliothèque idéale existe dans d'autres langues, que l'on peut illustrer par les exemples suivants :
- En hongrois, le livre  « Magyar könyvek magyar századok »  (Écrits des siècles magyars), écrit par István Tarsoly et édité en 2001, présente les quatre-vingt-dix-neuf ouvrages qui seraient les plus marquants de la culture hongroise.
- En italien, le livre  « Per una biblioteca indispensabile : cinquantadue titoli di letteratura italiana »  (Cinquante-deux titres incontournables dans une bibliothèque de littérature italienne)  est écrit par Nicola Gardini et édité en 2011.

Dans le monde anglophone, le concept est souvent utilisé, mais il n’existe pas d’équivalent universellement reconnu au terme «bibliothèque idéale». Plusieurs revues, qu’elles soient littéraires ou non, des maisons d’édition ou toute autre institution culturelle publient régulièrement des listes des meilleurs livres.
- le journal The Daily Telegraph a publié en 2008 une liste d’ouvrages sous le titre « 110 best books: The perfect library » (Les 110 meilleurs livres : la bibliothèque idéale)[17].
- La maison d'édition Pan MacMillan publie «Must reads: 50 best books of all time[18]».
- La maison d'édition Penguin publie dans sa section Reading lists, la liste des 100 classiques à lire selon ses lecteurs[19].